# Karsten Fledelius
Karsten Fledelius (født 23. februar 1940 i København) er en dansk forfatter og universitetslektor. Han er uddannet cand.mag. i historie og serbokroatisk fra Københavns Universitet 1969. Fra 1969 til 1985 ansat ved Historisk Institut samme sted. Siden 1986 ved Institut for Film- og Medievidenskab. Gennem mange år har han beskæftiget sig med Balkan, og har som ekspert på dette område ofte optrådt på tv.
Sammen med politikeren Birte Weiss skrev han år 2000 bogen "Vanviddets vidner", der med udgangspunkt i massakren på alle mændene i Biljani i Nordvestbosnien og åbningen af massegraven 4 år senere, følger de efterladtes flugt gennem Europa og deres liv som flygtninge i Danmark.
Karsten Fledelius er desuden tidligere formand for og nu menigt medlem af menighedsrådet ved Vor Frue Kirke (Københavns Domkirke).

## Udvalgte udgivelser
- Karsten Fledelius (1979), "Film Analysis — the Structural Approach", Politics and the Media: 105-126, doi:10.1016/B978-0-08-022483-1.50019-0, Wikidata  Q108037512
- Karsten Fledelius (januar 1989), "Audio-visual history—The development of a new field of research", Historical Journal of Film, Radio and Television, 9 (2): 151-163, doi:10.1080/01439688900260131, Wikidata  Q108037481
- Karsten Fledelius (5. september 2005), "Krigens fjendebilleder: Kosovokrisen 1998-99 som informationskrig", Mediekultur, 21 (38): 24-33, doi:10.7146/MEDIEKULTUR.V21I38.1272, Wikidata  Q108037433
- Karsten Fledelius (1. juli 2016), "Vidne til et folkemord", Magasin fra Det Kongelige Bibliotek, 29 (2): 15-29, doi:10.7146/MAG.V29I2.66977, Wikidata  Q106634367